# Salix neolapponum
Salix neolapponum — вид квіткових рослин із родини вербових (Salicaceae).

## Морфологічна характеристика
Це кущ до 40 см заввишки. Гілочки коричневого або каштанового кольору, досить густі, молоді — дещо запушені. Листкова ніжка коротка; листкова пластинка подовжено-обернено-яйцеподібна, 4–6 × 2–3 см, абаксіально (низ) сіра, волосиста чи гола, в молодості обидві поверхні щільно шовковисті, адаксіально зеленувата, край цільний, рідко віддалено залозисто-зубчастий, верхівка коротко загострена. Чоловіча сережка 2–3 × 0.8–1 см. Чоловіча квітка: тичинок 2; пиляки жовті, еліпсоїдні. Жіноча сережка 4–5 см. Жіноча квітка: зав'язь яйцювато-конічна, густо-повстяна. Коробочка сіра, повстяна.

## Середовище проживання
Цинхай. Населяє вологі місця в горах; на висотах ≈ 2000 метрів.